# مقاطعة هارمون (أوكلاهوما)
مقاطعة هارمون (بالإنجليزية: Harmon County)‏ هي إحدى مقاطعات ولاية أوكلاهوما في الولايات المتحدة الأمريكية.

## أعلام
- جو ستانكا